# Paragraecia neglecta
Paragraecia neglecta är en insektsart som beskrevs av Sigfrid Ingrisch 1998. Paragraecia neglecta ingår i släktet Paragraecia och familjen vårtbitare. Inga underarter finns listade i Catalogue of Life.